# 1119
Високе Середньовіччя •  Золота доба ісламу •  Реконкіста •  Хрестові походи •  Київська Русь

## Геополітична ситуація
Візантію очолює Іоанн II Комнін (до 1143). Генріх V є імператором Священної Римської імперії (до 1125), Людовик VI Товстий — королем Франції (до 1137).
Апеннінський півострів розділений: північ належить Священній Римській імперії, середню частину займає Папська область, південна частина півострова окупована норманами. Деякі міста півночі: Венеція, Піза, Генуя, мають статус міст-республік.
Південь Піренейського півострова захопили Альморавіди. Північну частину півострова займають християнські Кастилія, Леон (Астурія, Галісія), Наварра та Арагон, Барселона. Королем Англії є Генріх I Боклерк (до 1135), королем Данії Нільс I (до 1134).
У Київській Русі княжить Володимир Мономах (до 1125). У Польщі княжить Болеслав III Кривоустий (до 1138). На чолі королівства Угорщина стоїть Іштван II (до 1131).
На Близькому сході існують держави хрестоносців: Єрусалимське королівство, Антіохійське князівство, Едеське графство, графство Триполі. Сельджуки окупували Персію та Малу Азію, в Єгипті владу утримують Фатіміди, у Магрибі панують Альморавіди, у Середній Азії правлять Караханіди, Газневіди втримують частину Індії. У Китаї співіснують держава ханців, де править династія Сун, держава киданів Ляо, держава чжурчженів, де править династія Цзінь, та держава тангутів Західна Ся. На півдні Індії домінує Чола. В Японії триває період Хей'ан.

## Події
- У Волинському князівстві після смерті свого брата Романа почав правити Андрій Володимирович Добрий.
- У Новгороді почалося спорудження Георгівського собору.
- Створено лицарський орден Тамплієрів («Храмовників»)
- Правитель Алеппо Іль-Газі завдав поразки хрестоносцям Антіохійського князівства у битві на Кривавому полі. Антіохію врятували війська короля Єрусалиму Балдуїна II, що відбили наступ Іль-Газі.
- Англійські війська короля Генріха I Боклерка завдали поразки військам французького короля Людовика VI в битві під Бремюлем. Завдяки цій перемозі Генріх Боклерк зміг придушити повстання баронів у Нормандії.
- Розпочався понтифікат Калікста II. Нового Папу обрали в Клюні, а не в Римі, де сидів антипапа Григорій VIII.
- Піза та Генуя вступили у війну за Корсику й Сардинію.
- У Візантії Анна Комніна вчинила невдалий замах на імператора Іоанна Комніна з метою посадити на трон свого чоловіка. Змова провалилась, Анну заслали до кінця життя в монастир.